# توکودیدس ۱۰۱۳۷
سیارک ۱۰۱۳۷ (به انگلیسی: 10137 Thucydides، نامگذاری:1993PV6) ده هزار و صد و سی و هفتمین سیارک کشف شده‌است که در ۱۵ اوت ۱۹۹۳ کشف شد.
قدر مطلق سیارک برابر ۱۴٫۶۰ است.